# Albunea (género)
Albunea es un género de cangrejo topo dentro de la familia Albuneidae . Se sabe poco sobre la biología de este grupo. A. groeningi recibe su nombre de Matt Groening, creador de Los Simpsons . 

## especies
El género Albunea contiene las siguientes especies: 
- Albunea asymmetrica
- Albunea bulla
- Albunea carabus
- Albunea catherinae
- Albunea cuisiana
- Albunea danai
- Albunea elegans
- Albunea elioti
- Albunea galapagensis
- Albunea gibbesii
- Albunea groeningi
- Albunea hahnae
- Albunea holthuisi
- Albunea lucasia
- Albunea marquisiana
- Albunea microps
- Albunea occulta
- Albunea okinawaensis
- Albunea paretii
- Albunea speciosa
- Albunea steinitzi
- Albunea symmysta
- Albunea thurstoni
- Albunea turritellacola